# ロマンシングヤード
- ロマンシング ヤード

「ロマンシングヤード」は、チャゲ&飛鳥（現：CHAGE and ASKA）の楽曲。自身の19作目のシングルとして、ポニーキャニオンから1987年10月5日に発売された。

## 背景・リリース
前作「SAILOR MAN」から約5か月ぶりに発売された作品。その間の9月21日には飛鳥（現：ASKA）が「MY Mr.LONELY HEART」でソロデビューを果たしている:382。
公式サイトでは、「ロマンシングヤード/Mr.ASIA」の表記となっており、両A面シングル扱いとなっている。
この曲の後、CHAGEのメインボーカルによるシングル表題曲がしばらくリリースされなくなり、2001年発売の「夢の飛礫」まで24年待たれることとなる。

## 収録曲
| #         | タイトル                          | 作詞       | 作曲      | 編曲      | 時間 |
| --------- | --------------------------------- | ---------- | --------- | --------- | ---- |
| 1.        | 「ロマンシングヤード」            | 秋谷銀四郎 | CHAGE     | 瀬尾一三  | 4:47 |
| 2.        | 「Mr.ASIA」(コーラス編曲：山里剛) | 飛鳥涼     | 飛鳥涼    | 佐藤準    | 4:39 |
| 合計時間: | 合計時間:                         | 合計時間:  | 合計時間: | 合計時間: | 9:26 |

## 楽曲解説
1. ロマンシングヤード
オージーフットボール '87 テーマソング。
ミュージック・ビデオがビデオ作品『CHAGE&ASUKA HISTORY I 〜10 years after〜』に収録されている。
1992年に再発売された「LOVE SONG」にはカップリング曲として収録されている。
2. Mr.ASIA
1987年5月に発売されたアルバム『Mr.ASIA』からの収録である。
アルバムではアウトロが次曲「mebius」のイントロと重なっていたが、本シングル盤ではこの部分はカットされている。

## 収録アルバム
国内盤
- Mr.ASIA (#2)
- RHAPSODY (#1)
- SUPER BEST II (#1)※リミックス・ヴァージョン
- Yin&Yang (#2)※リミックス・ヴァージョン
- SUPER BEST BOX SINGLE HISTORY 1979-1994 AND Snow Mail (#1)※リミックス・ヴァージョン

海外盤
- 倆角形 Duet Angle 20th anniversary (#1,#2)

## カバー
ロマンシングヤード
- Chage - 「ロマンシングヤード 2015」のタイトルでセルフカバー。ミニアルバム『hurray!』（2015年9月16日発売）に収録。

「ロマンシングヤード -1/6 ver.-」のタイトルでセルフカバー。アルバム『飾りのない歌』(2024年8月28日発売)に収録。